# Gerrhonotus parvus
Espèce
Statut de conservation UICN

 EN B1ab(iii) : En danger
Gerrhonotus parvus est une espèce de sauriens de la famille des Anguidae.

## Répartition
Cette espèce est endémique du Nuevo León au Mexique,. Elle se rencontre entre 1 600 et 1 650 m d'altitude.

## Publication originale
- Knight & Scudday, 1985 : A new Gerrhonotus (Lacertilia: Anguidae) from the Sierra Madre Oriental, Nuevo Leon, Mexico. Southwestern Naturalist, vol. 30, no 1, p. 89-94.